# Pallavolo Pineto 2008-2009
Questa voce raccoglie le informazioni riguardanti la Pallavolo Pineto nelle competizioni ufficiali della stagione 2008-2009.

## Stagione
La stagione 2008-09 è per la Pallavolo Pineto, sponsorizzata dalla Framasil, la prima in Serie A1: la partecipazione al massimo campionato italiano arriva dopo aver acquistato il titolo sportivo dalla Sparkling Volley Milano, in quanto, nell'annata precedente aveva chiuso il campionato di Serie A2 al dodicesimo posto; in panchina viene chiamato Paolo Montagnani, mentre la rosa è quasi completamente stravolta: pochi infatti sono i confermati dalla stagione passata, come Davidson Lampariello, Emanuele Sborgia e Marco Fabroni; tra gli acquisti spiccano quelli di Rodrigo Pinto, Rodrigo De Gennaro, Simone Buti, Cleber de Oliveira e Rafael Fantin.
Il campionato si apre con tre sconfitte consecutive: la prima vittoria arriva alla quarta giornata, in trasferta, contro il Volley Forlì, seguita da una seconda nella giornata successiva, sul Callipo Sport; dopo altri due stop e due successi di fila, in girone di andata si chiude con quattro sconfitte, che portano la squadra abruzzese al dodicesimo posto in classifica, non utile per qualificarsi alla Coppa Italia. Anche il girone di ritorno si apre con tre insuccessi: in totale, in tutta la seconda parte di campionato, la Pallavolo Pineto riuscirà a vincere solo tre gare, portando alla conferma, al termine della regular season, del dodicesimo posto in classifica, escludendo la squadra dalla possibilità di partecipare ai play-off scudetto.

## Organigramma societario
Area direttiva
- Presidente: Benigno D'Orazio
- Vicepresidente: Giuseppe Di Donato, Alessandra Zollo

Area organizzativa
- General manager: Michele Martinelli
- Direttore sportivo: Giuseppe De Patto
- Segreteria: Alessia Giannangelo

Area tecnica
- Allenatore: Paolo Montagnani
- Allenatore in seconda: Andrea D'Andrea
- Scout man: Alessandro Zarolli (dall'11 settembre 2008)
- Responsabile settore giovanile: Luca Sangiacomo

Area comunicazione
- Ufficio stampa: Mattia Giachello
- Responsabile comunicazione: Enrico Giancarli (dal 1º agosto 2008)

Area marketing
- Responsabile marketing: Flavio Fulgenzi (dal 15 ottobre 2008)

Area sanitaria
- Medico: Gabriele Tavolieri
- Staff medico: Fabrizio Capone, Adamo Di Giuseppe
- Fisioterapista: Giovanni Bartolacci, Emidio Franchi
- Preparatore atletico: Oscar Piergallini
- Osteopata: Paolo D'Addazio

## Rosa
| N° | Nome                 | Ruolo | Data di nascita   | Nazionalità sportiva |
| -- | -------------------- | ----- | ----------------- | -------------------- |
| 1  | Cleber de Oliveira   | S     | 16 dicembre 1978  | Brasile              |
| 2  | Matti Hietanen       | S     | 3 gennaio 1983    | Finlandia            |
| 3  | Rafael Fantin        | S     | 17 marzo 1978     | Brasile              |
| 4  | Marco Vicini         | L     | 31 marzo 1974     | Italia               |
| 5  | Emanuele Sborgia     | C     | 30 novembre 1981  | Italia               |
| 6  | Eerik Jago           | C     | 29 dicembre 1980  | Estonia              |
| 7  | Davidson Lampariello | S     | 16 ottobre 1980   | Italia               |
| 8  | Marco Mancini        | S     | 4 settembre 1975  | Italia               |
| 9  | Rodrigo De Gennaro   | P     | 9 aprile 1980     | Brasile              |
| 10 | Rodrigo Pinto        | S/O   | 20 febbraio 1980  | Brasile              |
| 11 | Simone Buti          | C     | 19 settembre 1983 | Italia               |
| 12 | Marco Fabroni        | P     | 4 agosto 1981     | Italia               |
| 13 | Manuele Ravellino    | C     | 22 aprile 1974    | Italia               |
| 14 | Cristian Vigilante   | S     | 13 maggio 1983    | Italia               |

## Mercato
| Acquisti | Acquisti           | Acquisti          | Acquisti   |
| R.       | Nome               | da                | Modalità   |
| -------- | ------------------ | ----------------- | ---------- |
| C        | Simone Buti        | BluVolley Verona  | definitivo |
| P        | Rodrigo De Gennaro | Banespa           | definitivo |
| S        | Cleber de Oliveira | inattivo          | definitivo |
| S        | Rafael Fantin      | Callipo           | definitivo |
| S        | Matti Hietanen     | Top Team Mantova  | definitivo |
| C        | Eerik Jago         | Stilcasa Taviano  | definitivo |
| S/O      | Rodrigo Pinto      | Minas             | definitivo |
| C        | Manuele Ravellino  | Volley Corigliano | definitivo |
| L        | Marco Vicini       | Sparkling Milano  | definitivo |
| S        | Cristian Vigilante | Volley Corigliano | definitivo |

| Cessioni | Cessioni            | Cessioni         | Cessioni   |
| R.       | Nome                | a                | Modalità   |
| -------- | ------------------- | ---------------- | ---------- |
| S        | Goran Bjelica       | Zinella Bologna  | definitivo |
| L        | Matteo Cacchiarelli | Sir Safety       | definitivo |
| P        | Nicola Daldello     | Bedizzole        | definitivo |
| S        | Diogo de Andrade    | Gioia del Volley | definitivo |
| S        | Peter Diviš         | Callipo          | definitivo |
| C        | Simone Lorenzi      | Anaune           | definitivo |
| S        | Victor Pérez        | ?                | definitivo |
| C        | Massimiliano Russo  | La Spezia        | definitivo |
| S        | Alexey Sanko        | Aich/Dob         | definitivo |
| S        | Marco Sulpizii      | ?                | definitivo |

## Risultati

### Serie A1

#### Girone di andata
| 1ª giornata - 28 settembre 2008 PalaMaggetti, Roseto degli Abruzzi | Pineto           | 2 - 3 | Lube           | 25-23, 27-25, 19-25, 24-26, 9-15  |
| 2ª giornata - 5 ottobre 2008 PalaBreBanca, Cuneo                   | Piemonte         | 3 - 0 | Pineto         | 25-22, 28-26, 25-16               |
| 3ª giornata - 11 ottobre 2008 PalaMaggetti, Roseto degli Abruzzi   | Pineto           | 2 - 3 | Prisma Taranto | 19-25, 25-23, 25-21, 21-25, 11-15 |
| 4ª giornata - 19 ottobre 2008 PalaGalassi, Forlì                   | Forlì            | 1 - 3 | Pineto         | 19-25, 29-27, 24-26, 20-25        |
| 5ª giornata - 26 ottobre 2008 PalaMaggetti, Roseto degli Abruzzi   | Pineto           | 3 - 1 | Callipo        | 21-25, 25-22, 25-22, 25-18        |
| 6ª giornata - 2 novembre 2008 PalaTrento, Trento                   | Trentino         | 3 - 0 | Pineto         | 25-15, 25-19, 25-16               |
| 7ª giornata - 9 novembre 2008 PalaGeorge, Montichiari              | Gabeca           | 3 - 1 | Pineto         | 25-21, 24-26, 25-21, 25-16        |
| 8ª giornata - 17 novembre 2008 PalaMaggetti, Roseto degli Abruzzi  | Pineto           | 3 - 0 | Modena         | 25-19, 25-18, 25-22               |
| 9ª giornata - 23 novembre 2008 PalaVerde, Villorba                 | Treviso          | 1 - 3 | Pineto         | 22-25, 25-20, 21-25, 20-25        |
| 10ª giornata - 30 novembre 2008 PalaMaggetti, Roseto degli Abruzzi | Pineto           | 1 - 3 | Piacenza       | 24-26, 16-25, 26-24, 23-25        |
| 11ª giornata - 7 dicembre 2008 PalaOlimpia, Verona                 | BluVolley Verona | 3 - 1 | Pineto         | 25-21, 32-30, 21-25, 25-22        |
| 12ª giornata - 15 dicembre 2008 PalaMaggetti, Roseto degli Abruzzi | Pineto           | 0 - 3 | Perugia        | 19-25, 21-25, 17-25               |
| 13ª giornata - 21 dicembre 2008 PalaFabris, Padova                 | Sempre Padova    | 3 - 1 | Pineto         | 22-25, 25-17, 25-19, 25-19        |

#### Girone di ritorno
| 14ª giornata - 29 dicembre 2008 PalaFontescodella, Macerata        | Lube           | 3 - 2 | Pineto           | 25-23, 27-25, 24-26, 17-25, 21-19 |
| 15ª giornata - 3 gennaio 2009 PalaMaggetti, Roseto degli Abruzzi   | Pineto         | 1 - 3 | Piemonte         | 25-17, 19-25, 20-25, 16-25        |
| 16ª giornata - 6 gennaio 2009 PalaWojtyla, Taranto                 | Prisma Taranto | 3 - 2 | Pineto           | 25-22, 25-23, 21-25, 20-25, 15-13 |
| 17ª giornata - 11 gennaio 2009 PalaMaggetti, Roseto degli Abruzzi  | Pineto         | 3 - 2 | Forlì            | 28-26, 23-25, 26-24, 21-25, 15-12 |
| 18ª giornata - 19 gennaio 2009 PalaValentia, Vibo Valentia         | Callipo        | 3 - 2 | Pineto           | 25-20, 25-20, 16-25, 23-25, 15-12 |
| 19ª giornata - 24 gennaio 2009 PalaMaggetti, Roseto degli Abruzzi  | Pineto         | 0 - 3 | Trentino         | 20-25, 16-25, 22-25               |
| 20ª giornata - 8 febbraio 2009 PalaMaggetti, Roseto degli Abruzzi  | Pineto         | 2 - 3 | Gabeca           | 24-26, 25-21, 25-23, 17-25, 10-15 |
| 21ª giornata - 15 febbraio 2009 PalaPanini, Modena                 | Modena         | 3 - 0 | Pineto           | 25-21, 26-24, 25-22               |
| 22ª giornata - 23 febbraio 2009 PalaMaggetti, Roseto degli Abruzzi | Pineto         | 3 - 2 | Treviso          | 22-25, 25-10, 25-17, 15-25, 20-18 |
| 23ª giornata - 1º marzo 2009 PalaBanca, Piacenza                   | Piacenza       | 3 - 1 | Pineto           | 25-19, 25-23, 18-25, 25-19        |
| 24ª giornata - 9 marzo 2009 PalaMaggetti, Roseto degli Abruzzi     | Pineto         | 3 - 1 | BluVolley Verona | 25-22, 25-17, 23-25, 25-23        |
| 25ª giornata - 15 marzo 2009 PalaEvangelisti, Perugia              | Perugia        | 3 - 0 | Pineto           | 25-15, 25-19, 25-19               |
| 26ª giornata - 22 marzo 2009 PalaMaggetti, Roseto degli Abruzzi    | Pineto         | 0 - 3 | Sempre Padova    | 23-25, 22-25, 18-25               |

## Statistiche

### Statistiche di squadra
| Competizione | Punti | In casa | In casa | In casa | In trasferta | In trasferta | In trasferta | Totale | Totale | Totale |
| Competizione | Punti | G       | V       | P       | G            | V            | P            | G      | V      | P      |
| ------------ | ----- | ------- | ------- | ------- | ------------ | ------------ | ------------ | ------ | ------ | ------ |
| Serie A1     | 25    | 13      | 5       | 8       | 13           | 2            | 11           | 26     | 7      | 19     |
| Totale       | -     | 13      | 5       | 8       | 13           | 2            | 11           | 26     | 7      | 19     |

G = partite giocate; V = partite vinte; P = partite perse

### Statistiche dei giocatori
| Giocatore      | Serie A1 | Serie A1 | Serie A1 | Serie A1 | Serie A1 | Totale | Totale | Totale | Totale | Totale |
| Giocatore      | P        | PT       | AV       | MV       | BV       | P      | PT     | AV     | MV     | BV     |
| -------------- | -------- | -------- | -------- | -------- | -------- | ------ | ------ | ------ | ------ | ------ |
| S. Buti        | 24       | 194      | 131      | 57       | 6        | 24     | 194    | 131    | 57     | 6      |
| R. De Gennaro  | 26       | 49       | 19       | 19       | 11       | 26     | 49     | 19     | 19     | 11     |
| C. de Oliveira | 25       | 299      | 245      | 21       | 33       | 25     | 299    | 245    | 21     | 33     |
| M. Fabroni     | 26       | 20       | 5        | 4        | 11       | 26     | 20     | 5      | 4      | 11     |
| R. Fantin      | 24       | 250      | 197      | 41       | 12       | 24     | 250    | 197    | 41     | 12     |
| M. Hietanen    | 20       | 91       | 76       | 14       | 1        | 20     | 91     | 76     | 14     | 1      |
| E. Jago        | 11       | 37       | 30       | 2        | 5        | 11     | 37     | 30     | 2      | 5      |
| D. Lampariello | 8        | 0        | 0        | 0        | 0        | 8      | 0      | 0      | 0      | 0      |
| M. Mancini     | 9        | 1        | 0        | 0        | 1        | 9      | 1      | 0      | 0      | 1      |
| M. Ravellino   | 24       | 135      | 92       | 40       | 3        | 24     | 135    | 92     | 40     | 3      |
| R. Pinto       | 26       | 495      | 434      | 38       | 23       | 26     | 495    | 434    | 38     | 23     |
| E. Sborgia     | 12       | 37       | 25       | 9        | 3        | 12     | 37     | 25     | 9      | 3      |
| M. Vicini      | 18       | -        | -        | -        | -        | 18     | -      | -      | -      | -      |
| C. Vigilante   | 9        | 1        | 0        | 1        | 0        | 9      | 1      | 0      | 1      | 0      |

P = presenze; PT = punti totali; AV = attacchi vincenti; MV = muri vincenti; BV = battute vincenti